# Dallas/Fort Worth nemzetközi repülőtér
Az Dallas/Fort Worth nemzetközi repülőtér (IATA: DFW, ICAO: KDFW) az Amerikai Egyesült Államok egyik legjelentősebb nemzetközi repülőtere. Texasban Dallas és Fort Worth városok között található, azok központjától kissé északabbra, nagyjából egyforma távolságra (közigazgatásilag Irving és Grapevine területén fekszik). A legnagyobb bázisa az American Airlinesnak. Összesen hét kifutópályája van. 2017-ben összesen 67 092 194 utas fordult meg a reptéren.

## Légitársaságok és úticélok
2023-ban a Dallas/Fort Worth nemzetközi repülőtérről az alábbi járatok indulnak:

### Személy
| Légitársaság             | Célállomások | Refs   |
| ------------------------ | --- | ------ |
| Aeroméxico Connect       | Mexico City | [ 2 ]  |
| Air Canada               | Toronto–Pearson Szezonális: Montréal–Trudeau | [ 4 ]  |
| Air Canada Express       | Szezonális: Montréal–Trudeau | [ 4 ]  |
| Air France               | Párizs-Charles de Gaulle repülőtér | [ 5 ]  |
| Alaska Airlines          | Portland (OR), Seattle/Tacoma | [ 6 ]  |
| American Airlines        | Albany, Albuquerque, Amarillo, Aruba, Asheville, Atlanta, Austin, Bakersfield, Baltimore, Barcelona ( June 5, 2024), Belize City, Birmingham (AL), Bogotá, Boise, Boston, Buenos Aires–Ezeiza, Buffalo, Burbank, Calgary, Cancún, Cedar Rapids/Iowa City, Charleston (SC), Charlotte, Chicago–O'Hare, Chihuahua, Cincinnati, Cleveland, Colorado Springs, Columbia (SC), Columbus–Glenn, Cozumel, Denver, Des Moines, Destin/Fort Walton Beach, Detroit, Dublin, Durango (MX), Dayton, Eagle/Vail, El Paso, Eugene, Fayetteville/Bentonville, Fort Lauderdale, Fort Myers, Frankfurt, Fresno, Grand Cayman, Grand Rapids, Greensboro, Greenville/Spartanburg, Guadalajara, Guatemala City, Harrisburg, Hartford, Honolulu, Houston–Intercontinental, Huntsville, Indianapolis, Jackson Hole, Jacksonville (FL), Kahului, Kansas City, Key West, Knoxville, Las Vegas, León/Del Bajío, Lexington, Liberia (CR), Little Rock, London–Heathrow, Los Angeles, Louisville, Lubbock, Madison, Madrid, Mazatlán, McAllen, Memphis, Mexico City, Miami, Midland/Odessa, Milwaukee, Minneapolis/St. Paul, Montego Bay, Monterey (CA), Monterrey (MX), Montreal–Trudeau, Montrose, Morelia, Nashville, Newark, New Orleans, New York–JFK, New York–LaGuardia, Norfolk, Oaxaca, Oklahoma City, Omaha, Ontario, Orange County, Orlando, Palm Springs, Párizs-Charles de Gaulle repülőtér, Pensacola, Philadelphia, Phoenix–Sky Harbor, Pittsburgh, Portland (OR), Puerto Vallarta, Punta Cana, Querétaro, Raleigh/Durham, Reno/Tahoe, Richmond, Roatan, Róma–Fiumicino, Sacramento, St. Louis, St. Thomas, Salt Lake City, San Antonio, San Diego, San Francisco, San Jose (CA), San José (CR), San José del Cabo, San Juan, San Luis Obispo, San Luis Potosí, San Salvador, Santa Barbara, São Paulo–Guarulhos, Sarasota, Savannah, Seattle/Tacoma, Seoul–Incheon, Shanghai–Pudong, Sioux Falls, Spokane, Syracuse, Tampa, Tokyo–Haneda, Tokyo–Narita, Toronto–Pearson, Tucson, Tulsa, Vancouver, Washington–Dulles, Washington–National, West Palm Beach, Wichita, Wilmington (NC) Szezonális: Amszterdam, Anchorage, Auckland, Bangor, Bozeman, Burlington (VT), Durango (CO), Glacier Park/Kalispell, Gunnison/Crested Butte, Hayden/Steamboat Springs, Kailua-Kona, Missoula, Nassau, Panama City (FL), Portland (ME), Providenciales, Rapid City, Santiago de Chile, Tegucigalpa/Comayagua, Traverse City | [ 9 ]  |
| American Eagle           | Abilene, Aguascalientes, Alexandria, Amarillo, Asheville, Aspen, Augusta (GA), Baton Rouge, Beaumont, Billings, Birmingham (AL), Bismarck, Bloomington/Normal, Brownsville/South Padre Island, Cedar Rapids/Iowa City, Champaign/Urbana, Chattanooga, Chihuahua, College Station, Colorado Springs, Columbia (MO), Corpus Christi, Dayton, Des Moines, Destin/Fort Walton Beach, Durango (CO), El Paso, Evansville, Fargo, Fayetteville/Bentonville, Fayetteville (NC), Flagstaff, Fort Smith, Fort Wayne, Gainesville, Garden City, Grand Island, Grand Junction, Grand Rapids, Gulfport/Biloxi, Harlingen, Houston–Hobby, Huntsville, Idaho Falls, Jackson (MS), Killeen/Fort Hood, Lafayette, Lake Charles, Laredo, Lawton, Lexington, Longview, Louisville, Lubbock, Madison, Manhattan (KS), Memphis, Midland/Odessa, Mobile–Regional, Moline/Quad Cities, Monroe, Monterey (CA), Monterrey (MX), Montgomery, Montrose, Panama City (FL), Pensacola, Peoria, Rapid City, Roswell, San Angelo, Santa Fe, Shreveport, Sioux Falls, South Bend, Springfield/Branson, Stillwater, Tallahassee, Texarkana, Toronto–Pearson, Torreón/Gómez Palacio, Tri-Cities (TN), Tulsa, Tyler, Waco, Wichita, Wichita Falls, Yuma, Zacatecas Szezonális: Acapulco, Burlington (VT), Daytona Beach, Eagle/Vail, Glacier Park/Kalispell, Hilton Head, Huatulco, Ixtapa/Zihuatanejo, Loreto, Manzanillo, Mérida, Myrtle Beach, Santa Rosa, Sarasota, St. George (UT) | [ 9 ]  |
| Avianca El Salvador      | San Salvador | [ 10 ] |
| Boutique Air             | Carlsbad (NM) (2023. november 4-ig) | [ 12 ] |
| British Airways          | London–Heathrow | [ 13 ] |
| Contour Airlines         | Fort Leonard Wood, Greenville (MS) | [ 14 ] |
| Delta Air Lines          | Atlanta, Boston, Detroit, Los Angeles, Minneapolis/St. Paul, New York–JFK, New York–LaGuardia, Salt Lake City, Seattle/Tacoma (2024. július 8.) | [ 16 ] |
| Denver Air Connection    | Clovis (NM) | [ 17 ] |
| Emirates                 | Dubai–International | [ 18 ] |
| Finnair                  | Helsinki | [ 19 ] |
| Frontier Airlines        | Baltimore, Chicago–Midway, Denver, Las Vegas, New York–LaGuardia, Miami, Montego Bay, Orange County, Orlando, Philadelphia, Phoenix–Sky Harbor, Raleigh/Durham, San Diego, San Francisco, San Juan, Tampa Szezonális: Atlanta, Cancún, Cincinnati, Cleveland, Ontario, Salt Lake City | [ 20 ] |
| Iberia                   | Madrid | [ 21 ] |
| Japan Airlines           | Tokyo–Haneda | [ 22 ] |
| JetBlue                  | Boston | [ 23 ] |
| Korean Air               | Seoul–Incheon | [ 24 ] |
| Lufthansa                | Frankfurt | [ 25 ] |
| Qantas                   | Melbourne, Sydney | [ 26 ] |
| Qatar Airways            | Doha | [ 27 ] |
| Southern Airways Express | El Dorado (AR), Harrison (AR), Hot Springs | [ 28 ] |
| Spirit Airlines          | Atlanta, Baltimore, Boston, Cancún, Charlotte, Chicago–O'Hare, Detroit, Fort Lauderdale, Las Vegas, Los Angeles, Miami, New Orleans, Newark, New York–LaGuardia, Oakland, Orlando, Pensacola, Philadelphia, Phoenix–Sky Harbor, San Jose (CA), San Juan, Tampa Szezonális: Denver, Myrtle Beach, San Diego, San José del Cabo | [ 31 ] |
| Sun Country Airlines     | Las Vegas, Minneapolis/St. Paul Szezonális: Cancún, Cozumel, Liberia (CR), Montego Bay, Orange County, Palm Springs, Puerto Vallarta, Punta Cana, San José del Cabo | [ 32 ] |
| Turkish Airlines         | Istanbul | [ 33 ] |
| United Airlines          | Chicago–O'Hare, Denver, Houston–Intercontinental, Newark, San Francisco, Washington–Dulles | [ 34 ] |
| United Express           | Chicago–O'Hare, Denver, Houston–Intercontinental, Newark, Washington–Dulles | [ 34 ] |
| VivaAerobús              | Mexico City, Monterrey | [ 35 ] |
| Volaris                  | Guadalajara, Mexico City | [ 36 ] |

### Cargo
| Légitársaság             | Célállomások |
| ------------------------ | --- |
| AeroLogic                | Chicago–O'Hare, East Midlands, Frankfurt |
| AirBridgeCargo           | Amszterdam, Chicago–O'Hare, Los Angeles, Moscow–Sheremetyevo (összes felfüggesztve) |
| Air Canada Cargo         | Guadalajara, Toronto–Pearson |
| Air China Cargo          | Anchorage, Beijing–Capital, New York–JFK, Shanghai–Pudong |
| Amazon Air               | Allentown/Bethlehem, Cincinnati, Ontario, Sacramento, Tampa |
| Ameriflight              | Amarillo, Lubbock, Wichita Falls |
| Amerijet International   | Sacramento |
| Asiana Cargo             | Atlanta, Chicago–O'Hare, Seattle/Tacoma |
| ASL Airlines Belgium     | Atlanta, Liège |
| Avianca Cargo            | Bogotá |
| Cargojet                 | Hamilton, Mexico City, Toronto–Pearson |
| Cargolux                 | Chicago–O'Hare, Houston–Intercontinental, Los Angeles, Luxembourg, Mexico City |
| Cargolux Italia          | Milan–Malpensa |
| Cathay Cargo             | Anchorage, Atlanta, Hong Kong, Houston–Intercontinental, Los Angeles |
| China Airlines Cargo     | Anchorage, Atlanta, Chicago–O'Hare, Shanghai–Pudong, Taipei–Taoyuan |
| DHL Aviation             | Cincinnati, El Paso, Hong Kong, Los Angeles |
| Empire Airlines          | Lubbock |
| EVA Air Cargo            | Anchorage, Los Angeles, Taipei–Taoyuan |
| FedEx                    | Fort Lauderdale, Greensboro, Indianapolis, Los Angeles, Memphis, Phoenix–Sky Harbor, Seattle/Tacoma |
| Korean Air Cargo         | Anchorage, Atlanta, Guadalajara |
| Lufthansa Cargo          | Frankfurt, Guadalajara, Mexico City |
| Martinaire               | Abilene, Addison, Amarillo, Fort Worth–Meacham, Lubbock, Oklahoma City, Palestine, Pampa (Texas), Shreveport, Temple, Tyler, Wichita Falls |
| Nippon Cargo Airlines    | Anchorage, Chicago–O'Hare, Tokyo–Narita |
| Qantas Freight           | Beijing–Capital, Chongqing |
| Qatar Airways Cargo      | Atlanta, Campinas–Viracopos, Doha, Liège, Luxembourg, Panama City–Tocumen |
| Silk Way West Airlines   | Baku, Chicago–O'Hare, Hahn |
| Singapore Airlines Cargo | Anchorage, Brüsszel, Chicago–O'Hare, Los Angeles, Seattle/Tacoma, Singapore |
| Suparna Airlines         | Hefei |
| United Parcel Service    | Albuquerque, Amarillo, Atlanta, Austin, Boston, Chicago–O'Hare, Chicago/Rockford, Columbia (SC), El Paso, Fargo, Greenville/Spartanburg, Houston–Intercontinental, Little Rock, Los Angeles, Louisville, Memphis, Miami, Newark, Oakland, Ontario, Orlando, Phoenix–Sky Harbor, Portland (OR), San Antonio, San Bernardino, San Jose (CA), Spokane, Tampa Szezonális: Hartford, Honolulu, Knoxville, Minneapolis/St. Paul, Philadelphia |

## Futópályák
A repülőtér futópályái:
- 13L/31R (9000 ft, 200 ft, beton)
- 13R/31L (9301 ft, 150 ft, beton)
- 17C/35C (13 401 ft, 150 ft, beton)
- 17L/35R (8500 ft, 150 ft, beton)
- 17R/35L (13 401 ft, 200 ft, beton)
- 18L/36R (13 400 ft, 200 ft, beton)
- 18R/36L (13 400 ft, 150 ft, beton)

## Forgalom
Az utasforgalom az elmúlt években az alábbi módon változott:
| Utasok száma | 7 091 159 | 14 221 299 | 37 486 864 | 48 515 464 | 58 034 503 | 55 141 763 | 59 786 476 | 58 590 633 | 69 112 607 | 81 764 044 |
|              | 1974      | 1979       | 1985       | 1990       | 1996       | 2001       | 2007       | 2012       | 2018       | 2023       |

### Top célállomások
| Helyezés | Város                           | Utasszám  | Légitársaság                       |
| -------- | ------------------------------- | --------- | ---------------------------------- |
| 1        | Los Angeles, Kalifornia         | 1 132 140 | American, Delta, Spirit, United    |
| 2        | Chicago–O’Hare, Illinois        | 1 107 280 | American, Spirit, United           |
| 3        | Atlanta, Georgia                | 888 370   | American, Delta, Spirit            |
| 4        | Denver, Colorado                | 820 940   | American, Frontier, Spirit, United |
| 5        | New York–LaGuardia, New York    | 772 530   | American, Delta, Spirit            |
| 6        | Las Vegas, Nevada               | 730 680   | American, Spirit, Sun Country      |
| 7        | Phoenix–Sky Harbor, Arizona     | 667 860   | American, Spirit                   |
| 8        | San Francisco, California       | 629 670   | American, United                   |
| 9        | Seattle/Tacoma, Washington      | 629 610   | Alaska, American                   |
| 10       | Houston–Intercontinental, Texas | 615 000   | American, United                   |

| Helyezés | Repülőtér                                               | Utasszám | Változás 2013/2014 | Légitársaság                              |
| -------- | ------------------------------------------------------- | -------- | ------------------ | ----------------------------------------- |
| 1        | Cancún, Mexikó                                          | 682 977  | 06,7%              | Aeromexico, American, Spirit, Sun Country |
| 2        | London-Heathrow-i repülőtér, Anglia, Egyesült Királyság | 655 590  | 02,8%              | American, British Airways                 |
| 3        | Mexico City, Mexikó                                     | 476 167  | 09,9%              | Aeromexico, American                      |
| 4        | Tokyo–Narita, Japán                                     | 305 321  | 06,4%              | American                                  |
| 5        | Frankfurt, Németország                                  | 269 442  | 03,8%              | American, Lufthansa                       |
| 6        | Monterrey, Mexikó                                       | 246 804  | 00,3%              | American                                  |
| 7        | Szöul, Dél-Korea                                        | 245 514  | 019,1%             | American, Korean Air                      |
| 8        | San José del Cabo, Mexikó                               | 240 412  | 01,9%              | American, Spirit                          |
| 9        | Toronto–Pearson, Kanada                                 | 221 385  | 07,6%              | Air Canada, American                      |
| 10       | Vancouver, Kanada                                       | 200 460  | 08,2%              | American                                  |